# 雲のグラデュアーレ
『雲のグラデュアーレ』（くものグラデュアーレ、独語副題：GRADUALE DER WOLKEN）は、作画志水アキ、原作木原浩勝による漫画作品である。月刊「コミックフラッパー」にて2000年12月号から2002年8月号まで連載され、メディアファクトリーから単行本全4巻が刊行された。
飛行船（作中では昇行船）による航空網が発達した架空の19世紀欧州で、大戦争の陰謀を阻止するために活躍する義賊「ザラストロ」の戦いを描く。世紀末を舞台に世界征服の野望が渦巻く活劇という構想であったが、連載では主人公リシュがザラストロに加わる第一部までを描き、物語としては未完のまま連載終了した。
飛行船を活躍させるためライト兄弟はじめ史実の飛行機開発者たちはあらわれていない設定である。作品タイトルのグラデュアーレは昇階曲の意。作中のモチーフのいくつかは、モーツァルトの『魔笛』をはじめ音楽用語からとられている。

## あらすじ
19世紀末のヨーロッパでは謎の空中盗賊団による昇行船の貨物に対する襲撃が相次いでいる。「ザラストロ」を名乗る彼らの目的は、武器の密輸を阻止し、欧州大戦を引き起こそうとしている秘密組織の陰謀を食い止めることだった。日本の貿易会社鈴美商店の令嬢リシュは、ドイツの父を訪ねる空路の途中、ザラストロのインタルジア号一味と出会い、武器密輸に関する鈴美家の真実を見定めるためにザラストロに加わる。

## 登場人物

### ザラストロ
コト
日本人の少女。本名は鈴美リシュ。武道全般をよくし射撃の名手である。
ベル
プラチナブロンドの少年。ロンドンの下町でスリをしていた元孤児で、手先が非常に器用という設定。本名はフィルチャー・ペイシェンス。
シンバル
やはり元孤児で、嗅覚に優れ爆発物のプロフェッショナル。本名はジャック・シンバル。
フルート
元時計職人の女性で機械に強い。本名はソフィア・アルベルティナ。
チェロ
痩身で寡黙なインタルジア号最強のナイフ使い。元教師。
マイスター
インタルジア号の実働部隊の隊長をつとめる屈強な中年男。二人の娘がいると語る。
オヤジ
口髭を蓄えたインタルジア号のリーダー。
博士
情報収集や作戦計画など後方支援を担当するザラストロのエージェント。コードネームはノーテン（楽譜）。

### ドイツ軍
シュタイガー
編成されたばかりの空軍の大佐。ザラストロ討伐に執念を燃やす。
ビスマルク
美貌の貴公子然とした将校。独自の「昇階曲計画」のために軍上層部と結託して陰謀をめぐらし、ザラストロと敵対する。
黒服の男たち
武器弾薬の密輸品を守るために民間船に乗り込む謎の男たち。ビスマルクの配下と見られ、たびたびインタルジア号一味と対決することになる。

### 鈴美商店
リシュの父
鈴美商店を所有する鈴美家当代。ドーバー海峡の四分の一、大西洋の三分の一、太平洋の五分の一の積み荷を商うといわれる大実業家で、昇階曲計画にも関与しているようである。
高端
リシュの父の部下として鈴美商店に勤める青年。行方不明となったリシュの捜索を命じられる。リシュの幼なじみで子どもの頃のあだ名は「大将」。

### その他
ギュスタヴ・エッフェル
パリ在住の工学者。ビスマルクは昇階曲計画のためドイツに新たな鉄塔を立てるよう要請する。

## サブタイトル
（中島みゆきの曲名にちなんでいる）
- 第一巻
  - 第1話 地上の星
  - 第2話 テールライト 前編
  - 第3話 テールライト 中編
  - 第4話 テールライト 後編
  - 第5話 テールライト 完結編
- 第二巻
  - 第6話 時代 その1
  - 第7話 時代 その2
  - 第8話 時代 その3
  - 第9話 時代 その4
  - 第10話 時代 その5
- 第三巻
  - 第11話 夜会 1
  - 第12話 夜会 2
  - 第13話 夜会 3
  - 第14話 夜会 4
  - 第15話 カモメはカモメ 1
- 第四巻
  - 第16話 カモメはカモメ 2
  - 第17話 カモメはカモメ 3
  - 第18話 カモメはカモメ 4
  - 第19話 カモメはカモメ 5
  - 第20話 カモメはカモメ 6
  - 第21話 カモメはカモメ 6
  - 初期設定集 雲になりたかったわたがし

## 単行本
- MFコミックス
  1. 2001年4月01日 ISBN 4-88-991782-9 （海外版：台・韓・仏）
  2. 2001年9月01日 ISBN 4-84-010401-8 （海外版：台・韓・仏）
  3. 2002年2月23日 ISBN 4-84-010431-X （海外版：台・韓）
  4. 2002年8月23日 ISBN 4-84-010459-X （海外版：台・韓）